# Mitchell (Géorgie)
Pour les articles homonymes, voir Mitchell.
Mitchell est une ville américaine située dans le comté de Glascock, en Géorgie. Selon le recensement de 2020, sa population est de 153 habitants.